# Träne
Träne är en småort i Kristianstads kommun och kyrkby i Träne socken i Skåne, belägen mellan Ovesholm och Venestad.
Träne kyrka ligger här.

## Befolkningsutveckling
| Befolkningsutvecklingen i Träne 1990–2010 | Befolkningsutvecklingen i Träne 1990–2010 | Befolkningsutvecklingen i Träne 1990–2010 | Befolkningsutvecklingen i Träne 1990–2010 | Befolkningsutvecklingen i Träne 1990–2010 |
| ----------------------------------------- | ----------------------------------------- | ----------------------------------------- | ----------------------------------------- | ----------------------------------------- |
|                                           |                                           |                                           |                                           |                                           |
| År                                        |                                           |                                           | Folkmängd                                 | Areal (ha)                                |
| 1990                                      | 1990                                      |                                           | 105                                       | 16                                        |
| 1995                                      | 1995                                      |                                           | 115                                       | 18                                        |
| 2000                                      | 2000                                      |                                           | 102                                       | 18                                        |
| 2005                                      | 2005                                      |                                           | 99                                        | 18                                        |
| 2010                                      | 2010                                      |                                           | 119                                       | 19                                        |
|                                           |                                           |                                           |                                           |                                           |